# Percy Portsmouth

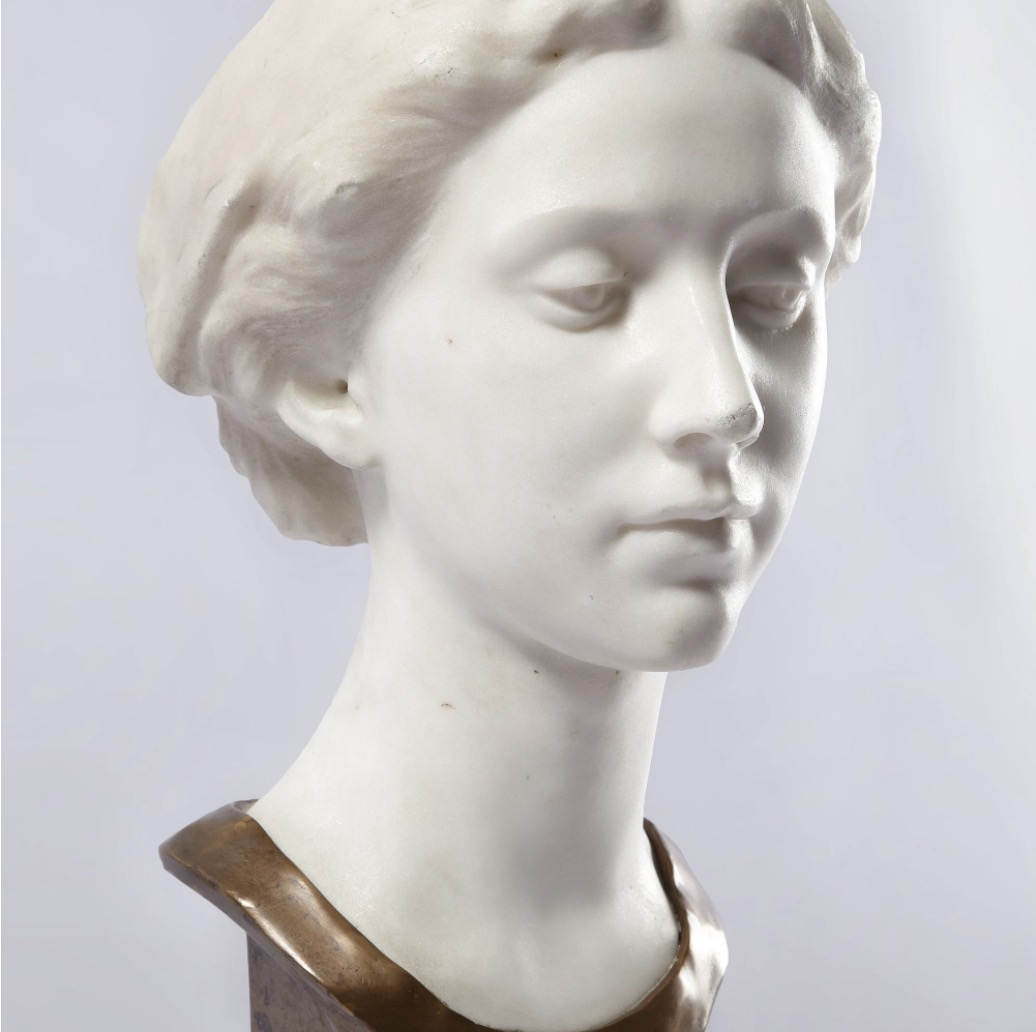
Percival Porthsmouth: Miranda (1911), Royal Scottish Academy

Percival („Percy“) Herbert Portsmouth (* 2. Februar 1874 in Reading, Berkshire, England; † 29. Oktober 1953 im Lister Hospital, Hitchin, Hertfordshire) war ein britischer Bildhauer, der vor allem für seine traditionellen, figürlichen Skulpturen und eine Reihe bedeutender Kriegsdenkmale bekannt ist.

## Leben
Percival Portsmouth wurde 1874 in Reading als Sohn des Schmieds Robert John Portsmouth geboren. Nach einer ingenieurtechnischen Lehre studierte er Kunst, unter anderem bei Édouard Lantéri, in London, Paris und Brüssel. Um 1893 zog er nach London, um seine Ausbildung fortzusetzen. Später lebte er in Clapham. 1903 erhielt er eine Stelle als Lehrer am Edinburgh College of Art, wo er bis 1929 tätig war. 1906 wurde er Mitglied der Royal Scottish Academy (ARSA) und 1923 Mitglied der RSA. Zudem war er Fellow der Royal Society of British Sculptors. Nach seiner Pensionierung im Jahr 1929 ließ er sich in Rushden (Hertfordshire) nieder. Er verstarb 1953 im Lister Hospital in Hitchin.

## Werk

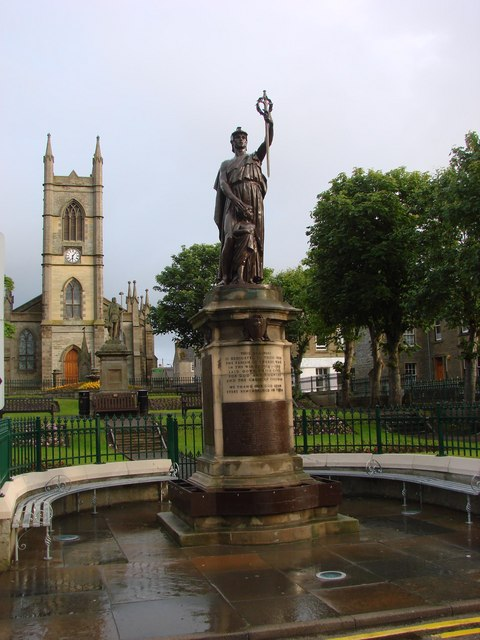
Percival Porthsmouth: Thurso War Memorial (1922). Thurso, Schottland

Portsmouth schuf vorwiegend figürliche Werke im klassisch-traditionellen Stil, die sich durch technische Präzision und hochwertige Handwerkskunst auszeichnen. Zu seinen Werken gehören Skulpturen wie The Captive (1908), Remorse (1908) und Miranda (um 1911) sowie Büsten, darunter die von D. Y. Cameron (1914). Zudem ist er für seine zahlreichen Kriegsdenkmale berühmt, beispielsweise in Elgin (1921), Lossiemouth (1922), Thurso (um 1922), Wick (um 1923) und Castletown (1922), sowie für das Panel Survival of the Spirit am Scottish National War Memorial (1927). Er zeigte seine Arbeiten auf Ausstellungen wie der Royal Scottish Academy, dem Pariser Salon und dem Royal Glasgow Institute of the Fine Arts. Später schuf er auch Grabdenkmäler in Hertfordshire, darunter ein Werk für seine verstorbene Ehefrau sowie eine Madonna-und-Kind-Gruppe für eine Kirche.